# 다롄 텔레비전

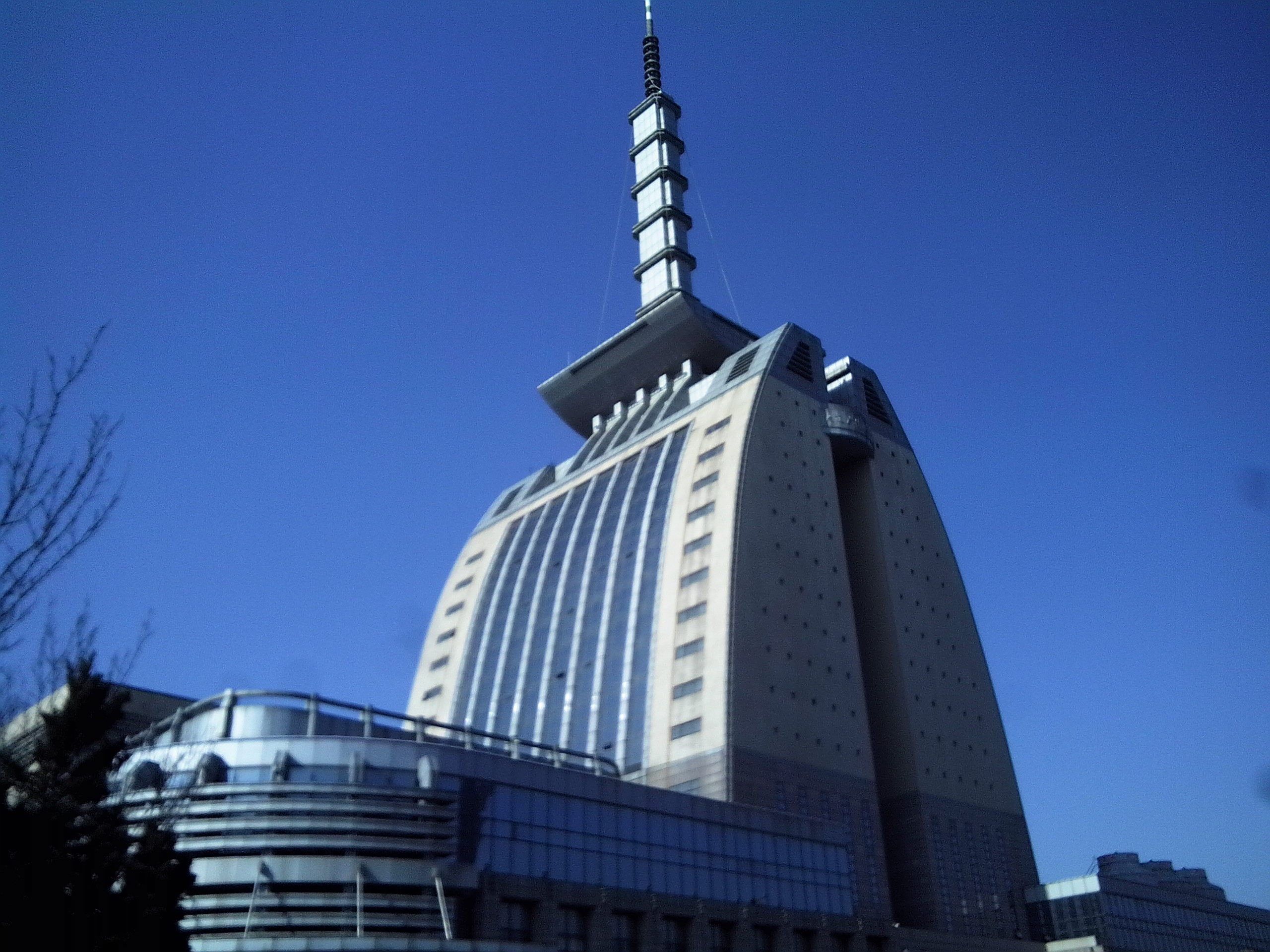
다롄 텔레비전 본부 - 다롄 방송 센터

다롄 텔레비전(大连电视台)는 중화인민공화국 랴오닝성 다롄시의 텔레비전 방송국이다. 이전에는 "뤼다 텔레비전(旅大电视台)라고 불렀다.

## 개요
다롄 텔레비전은 1970년 8월 1일에 뤼다 텔레비전(旅大电视台)이란 이름으로 설립되었으며, 그 해 5월 1일에 시험 방송을 개시, 1974년 5월 1일에 정규 방송을 실시하였다. 1981년 5월에 전 프로그램을 컬러화하였다.
2000년 봄에는 다롄 방송 센터를 신사옥으로 이전하였고, 2001년 8월에 디지털 방송 제어 센터를 건설하였다. 2015년 9월 10일 아리랑 TV와 방송교류협력에 대한 양해각서(MOU)를 체결했다.
현재 하루 총 85시간 가량의 프로그램을 방송하며, 10시간 가량의 특집 프로그램도 있다. 지상파 방송은 약 13,000km2의 송출범위에 약 1000만명 이상의 인구를 커버하고 있다. 모든 장비는 디지털 포스트 프로덕션 장비 수준으로 90%까지 갖추어 놓았다.10+2개의 채널과 함께, 8+2의 HD 디지털 방송 차량, 위성 상향 링크 트럭과 뉴스 및 모바일 전파 차량이 각 1대 씩, 그리고 BETACAM 및 디지털 비디오 장비를 갖추었다. 8개국 및 지역의 24개의 텔레비전 기업과 우호적 관계가 있으며, 대한민국에는 KNN, 경인방송과 제휴를 맺었다. 방송국은 국가 “5 프로젝트 상(五个一工程奖)”과, 전국 드라마 “플라잉 상(zh:飞天奖)”중국TV“골든 이글 상(zh:金鹰奖)”, “ABU(亚广联)”수상, 전국 라디오 호스트 “金话筒(골든 마이크)”상 등을 수상했다.

## 채널 목록
2010년 10월 15일 다롄 방송(大连广播电视台)이 설립된 후, 방송 산하의 '다롄 텔레비전'은 현재 10개의 텔레비전 채널을 가지고 있다.：
- 뉴스&종합 채널（新闻综合频道, DLTV1）：“다롄에서 가장 포괄적인 영향력과 TV 시청자들이 가장 만족하는 채널(大连最具综合影响力、电视观众最满意频道)”로 알려져 있다. 이전 명칭은 다롄TV 1채널(大连电视台1套)이었으나, 1999년에 현재의 명칭이 되었다. 2012년 12월 20일에 HD/SD 동시방송을 실시하였다. 다롄 뉴스 미디어(大连新闻媒体)가 2007년 7월에는“전국 지상파 채널 강전 채널(全国地面频道八强频道)”에 선정되고, 11월 같은 해에 “全国新闻工作先进集体”에서 명예 타이틀을 수여 받았다.《今晚60分》(2011년 이후 종영) 은 다롄TV에서 처음으로 실행한 컬럼 프로그램으로 평가되고 있으며,《大连东瀛风 (일본어: 桜の風》은 중화인민공화국의 시급 텔레비전중 최초로 일본어로 방송되는 텔레비전 뉴스 매거진으로, 일본어 방송에 중국어 자막으로 출력된다.[4]
- 생활 채널（生活频道, DLTV2）：1999년 5월 18일 방송 개시. 초기에는 다롄TV 제2채널 (大连电视台第二套)로 불렸다. 슬로건은 “快乐生活，一触即发”이다. 대표 프로그램으로 《最生活》과 《城市直通车》가 있다.
- 공공 채널（公共频道, DLTV3）：2000년에 개국. 초기에는 다롄 케이블TV 제2프로그램 (大连有线电视台第二套节目)으로 불렀다. 법률 관련을 비롯, 취미, 지역 사회, 건강 관련 등을 다룬다. 대표 프로그램으로 《法治新天地》、《法四方》、《情动心动》、《五一广场大喇叭》등이 있다.
- 스타일 채널（文体频道, DLTV4）：2005년 8월 개국. 이전 명칭은 다롄 교육 TV(大连教育电视台), 다롄TV 스포츠 채널(大连电视台体育频道), 다롄TV 축구 채널(大连电视台足球频道)이었다. 슬로건은 “精彩生命，激情绽放”으로, 주로 스포츠와 예능 관련 프로그램을 방송한다.
- 종합&영화 채널（综合影视频道, DLTV5）：2002년에 개국. 이전 명칭은 다롄 케이블 TV 제1채널(大连有线电视台第一套), 다롄 비즈니스 채널(大连商业频道)이었다. 다롄TV의 인기 프로그램 및 드라마, 영화를 방송한다. 대표 프로그램으로 《魅力影视》이 있다.
- 어린이 채널（少儿频道, DLTV6）：2005년 12월 5일 16:30에 개국, 대표 프로그램으로 《小螺号》가 있다.
- 경제 채널（财经频道, DLTV7）：2011년 8월 8일 개국. 대표 프로그램으로 《大连经济报道》、《财经快行线》、《直播东北亚》、《财经相对论》、《章鱼秀》가 있다.
- 쇼핑 채널（购物频道, DLTV8）：2011년 4월 29이 방송 개시. 개국 당시에는 49频道圣佳购物이라고 불렀다. 2010년 6월 6일 “乐天购物”로 개명하여 현재에 이른다. 24시간 동안 방송.
- 모바일 채널（移动频道, DLMDTV）：2006년 1월 22일 오후 10시 58분, 다롄 TV 모바일 디지털 채널을 공식 개국하였다. 개국 초반에는 408,409로 상에서 송출되었다. 이후 첨차적으로 다른 도로에도 영역이 확장되었다. 다롄 모바일 디지털 TV(大连移动数字电视)는 매일 06:30~22:00 동안 방송되며, 편성분은 오전 시간대, 오후 시간대와 저녁 시간대로 분류하며, 다롄 TV 프로그램 및 CCTV-1, CCTV-6 채널의 프로그램을 방송한다. 오전에는 뉴스 및 정보, 오후에는 예능, 저녁에는 쇼핑 가이드를 중심으로 방송한다.[5]
- UHD 채널 (4K超高清频道)：2014년 8월 11일 시험 방송 시작. 중국 최초의 UHD 채널로 출범하였다. 시험 방송을 하는 동안, 다큐멘터리와 영화 등의 20부 미만의 영상을 제공하였다.[6]